# David (Miquel Àngel)
El David, de vegades anomenat David de Miquel Àngel, és una obra renaixentista de Michelangelo Buonarroti que es troba a la Galleria dell'Accademia de Florència. Esculpida entre 1501 i principis del 1504 en marbre blanc de Carrara, és, junt amb el Moisès i la Pietat, una de les tres obres més conegudes de Miquel Àngel, i obra mestra de l'art universal. L'escultura representa a l'heroi bíblic, el Rei David, quan s'està preparant per a enfrontar-se a Goliat. Originalment era al Piazzale Michelangelo.
L'obra, de 5,17 metres, és un encàrrec, el 1501, del govern de la ciutat, a través del gonfaloniere Piero Soderini. L'escultura va ser acollida com un símbol de la República de Florència després de la mort de Lorenzo de Médici al qual va seguir el període fosc del frare Girolamo Savonarola, que volia convertir la República de Florència en una República teocràtica i l'amenaça dels estats adjacents, especialment els Estats Pontificis. D'aquí que l'escultura esdevingués el símbol de la llibertat de Florència.
El David és una de les obres mestres del Renaixement segons la majoria dels historiadors, i una de les escultures més famoses del món. Els ulls de David, amb una mirada d'advertència, miraven cap a Roma, on vivia la família Mèdici. Actualment es troba exposada a la Galeria de l'Acadèmia de Florència, tot i que fins al 1910 va estar situada a la Plaça de la Senyoria de la capital toscana; des de llavors, en el seu lloc s'erigeix una còpia exacta en marbre realitzada per Luigi Arrighetti.

## Context històric
El 1434, Cosme de Mèdici va assumir el poder total de Florència, transformant-se en Signore de la ciutat toscana. Des de llavors fins a 1494 hi hauria quatre Signori successius a Florència. Aquest any va esclatar a Florència una revolta contra els Mèdici, quan el Signore Piero de Mèdici es va rendir de manera incondicional davant l'avanç de Carles VIII de França cap al Regne de Nàpols. El religiós Girolamo Savonarola va aprofitar el descontentament de la població florentina per enderrocar als Mèdici. La torba enfurismada va saquejar el Palau del monarca i es va proclamar la República de Florència sota la batuta teocràtica propugnada per Savonarola.

### Execució de Girolamo Savonarola el 1498
La República de Florència seria governada per un gonfaloniere de justícia i vuit priors, que constituirien la nova Signoria republicana. De la mà de Savonarola, es duria a terme una ferotge persecució de tot allò que pogués ser considerat "vanitós", creant-se una foguera de les vanitats a la Piazza della Signoria en què es va cremar qualsevol objecte considerat pecaminós, incloent obres de Miquel Àngel o Botticelli, que van ser llançades a la foguera pels seus propis creadors. També van ser condemnades a la foguera desenes de persones per "heretges" o "pecadores".
Les disputes entre Savonarola i la família Borja, especialment amb el Papa Alexandre VI, acabarien per costar-li la vida al religiós florentí. El 13 maig 1497 Alexandre VI va excomunicar Savonarola, els seguidors del Papa van entrar a Florència i el van empresonar juntament amb diversos dels seus seguidors. Les acusacions més fortes que va enfrontar van ser la seva desobediència, i menyspreu al precepte, i a les Censures Pontifícies amb què se li havia manat abstenir-se de la predicació. A més, haver sol·licitat ardentment, que el Rei de França Carles VIII entrés amb el seu exèrcit a Itàlia a subjugar les seves províncies amb el pretext de reformar la Cort de Roma, i costums dels Eclesiàstics. El 8 maig 1498 Savonarola signà la seva confessió, i el 23 del mateix mes va ser executat a la foguera juntament amb dos seguidors a la Piazza della Signoria, centre del poder florentí.
Cap persona va ostentar el poder deixat per Savonarola fins a 1502, quan Piero Soderini es va convertir en gonfaloniere de justícia vitalici, en un intent d'aconseguir acabar amb la inestabilitat de la República florentina. Soderini va esdevenir la màxima autoritat de Florència, amb un poder comparable al dels Signori de Mèdicis. Mentre va durar la república, van existir fortes tensions entre els sectors partidaris d'un retorn dels Mèdici a la ciutat, i aquells que s'oposaven a un retorn a la Signoria original.

## Història del David
El 1501, els responsables de l'Òpera del Duomo (institució laica encarregada de la conservació i el manteniment dels béns pertanyents a llocs sagrats, com les esglésies), oficina de treballs de la Catedral de Florència, i diversos membres de l'influent gremi de Mercaders de la llana, van plantejar la construcció de dotze grans escultures de personatges de l'Antic Testament que es col·locarien sobre els contraforts externs a l'absis de Santa Maria del Fiore. Abans del David, només dues d'aquestes escultures havien estat construïdes, una d'elles per Donatello i l'altra pel seu deixeble Agostino di Duccio. Eager to continue their project, in 1464, the Operai contracted Agostino Aquest últim va rebre el 1464 un altre encàrrec, aquest cop per crear una escultura de David.
El bloc de marbre a partir del qual es va crear el David havia estat extret de la pedrera de Fantiscritti, a Carrara, i havia estat transportat a Florència pel mar Mediterrani i remuntant el riu Arno fins a la ciutat. El bloc, de 18 peus d'alçada i denominat "el gegant", havia estat danyat per un artista anomenat Simone dona Fiesole, que l'havia espatllat intentant esculpir-hi. El bloc va ser apartat pels encarregats de Santa Maria del Fiore i abandonat durant anys. Tant Agostino di Duccio com Antonio Rossellino van intentar esculpir el bloc sense èxit, i el van abandonar amb diverses fractures i parts a mig treballar. Les autoritats de l'Opera del Duomo van començar la recerca d'un escultor que aconseguís acabar la feina. Diversos artistes van ser consultats sobre les possibilitats d'esculpir el David, entre ells Miquel Àngel.
Després de l'expulsió dels Mèdici de Florència el 1494, Miquel Àngel s'havia vist obligat a tornar a la casa del seu pare, viatjant a Venècia, Bolonya i Roma. A Roma, el Papa Juli II li havia encarregat la Pietà del Vaticà. Miquel Àngel no havia realitzat encara cap obra important a la seva ciutat natal, i per això va prendre una postura agressiva perquè li encarreguessin a ell l'escultura del David, cosa que va generar tensions amb la resta dels escultors florentins. El 16 d'agost de 1501, l'Opera del Duomo de Florència va encarregar oficialment l'escultura del David a Miquel Àngel, 25 anys després que Rossellino abandonés el treball sobre el bloc de marbre. L'artista va començar a treballar en l'escultura el 18 de setembre, un mes després de rebre l'encàrrec, i hi va treballar durant dos anys.
Després de veure l'obra ja acabada, Piero Soderini va decidir finalment ubicar-la a la Piazza della Signoria, en atribuir-li un valor més civil que el religiós original. Miquel Àngel es va imposar a una comissió d'artistes cèlebres florentins, entre els quals hi havia Andrea della Robbia, Piero di Cosimo, Pietro Perugino, Leonardo da Vinci, Sandro Botticelli i Cosimo Rosselli, que pretenien col·locar l'estàtua en la Loggia dei Lanzi. Miquel Àngel va imposar el seu criteri de col·locar-la davant del Palazzo Vecchio, tot i que aquesta decisió va deixar al David desprotegit de les inclemències del temps. L'escultura va ser traslladada des de l'Opera del Duomo a la Piazza della Signoria la nit del 18 de maig de 1504. Més tard aquell estiu, la fona i el suport de la soca d'arbre van ser daurats, i la figura va rebre una garlanda de lloms daurats. Finalment, va ser alçada i col·locada al seu emplaçament definitiu el 8 de juny del mateix any. Finalment, el David va ser descobert a la ciutat de Florència el 8 de setembre de 1504.

## Tècnica
El treball de preparació de l'escultura definitiva incloïa esbossos, dibuixos i models a petita escala de cera o terracota. Miquel Àngel va passar directament d'aquests estudis preliminars al treball sobre el marbre, sense fer un model de guix a escala real, com feien altres artistes de l'època com Giambologna. El David va ser esculpit mitjançant cisell des de diferents punts de vista, ja que Miquel Àngel el va dissenyar perquè fos admirat des de qualsevol punt del seu perímetre, de manera diametralment oposada a la manera medieval que dissenyava les escultures per ser vistes exclusivament des de davant.

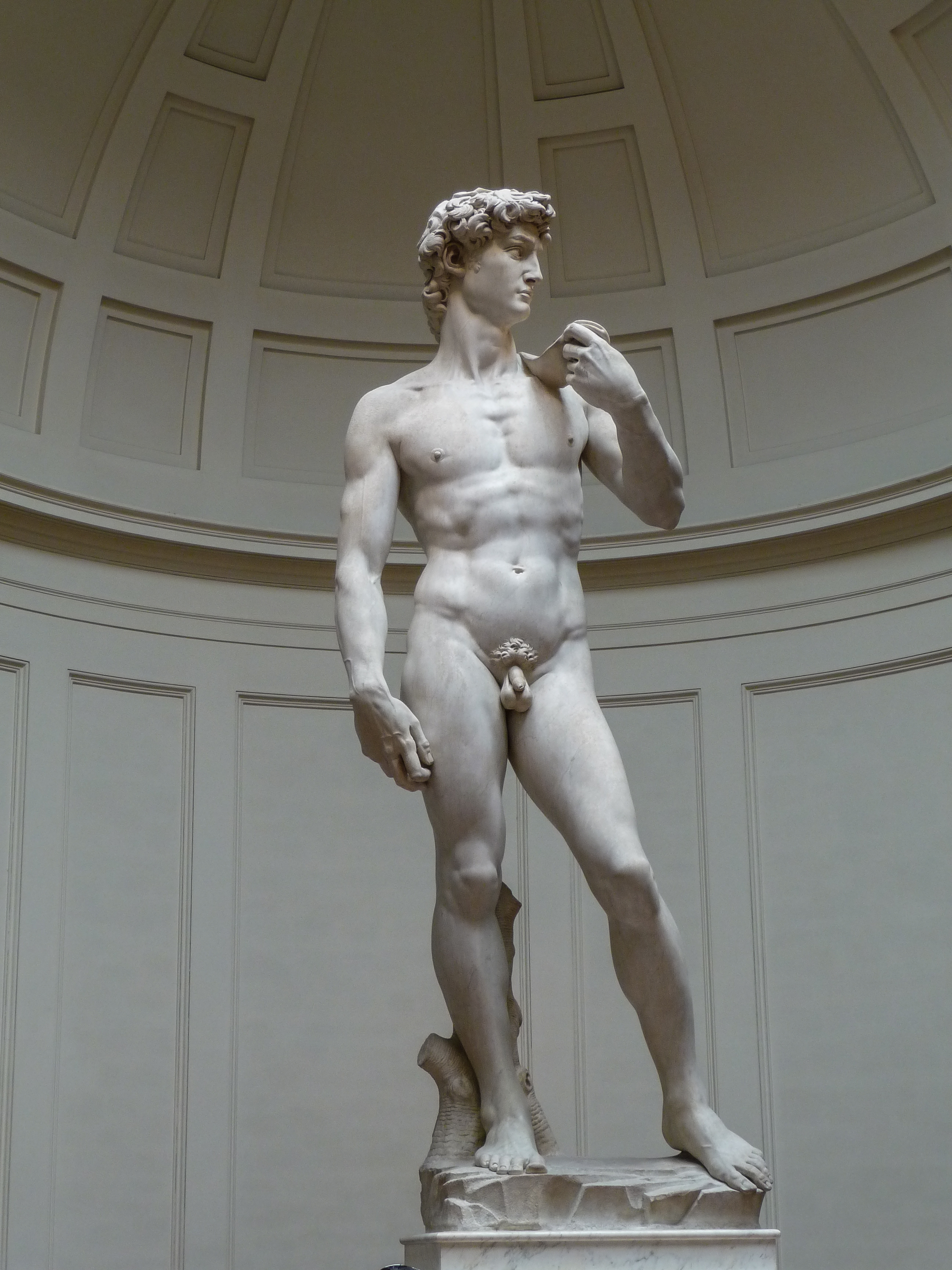
David.
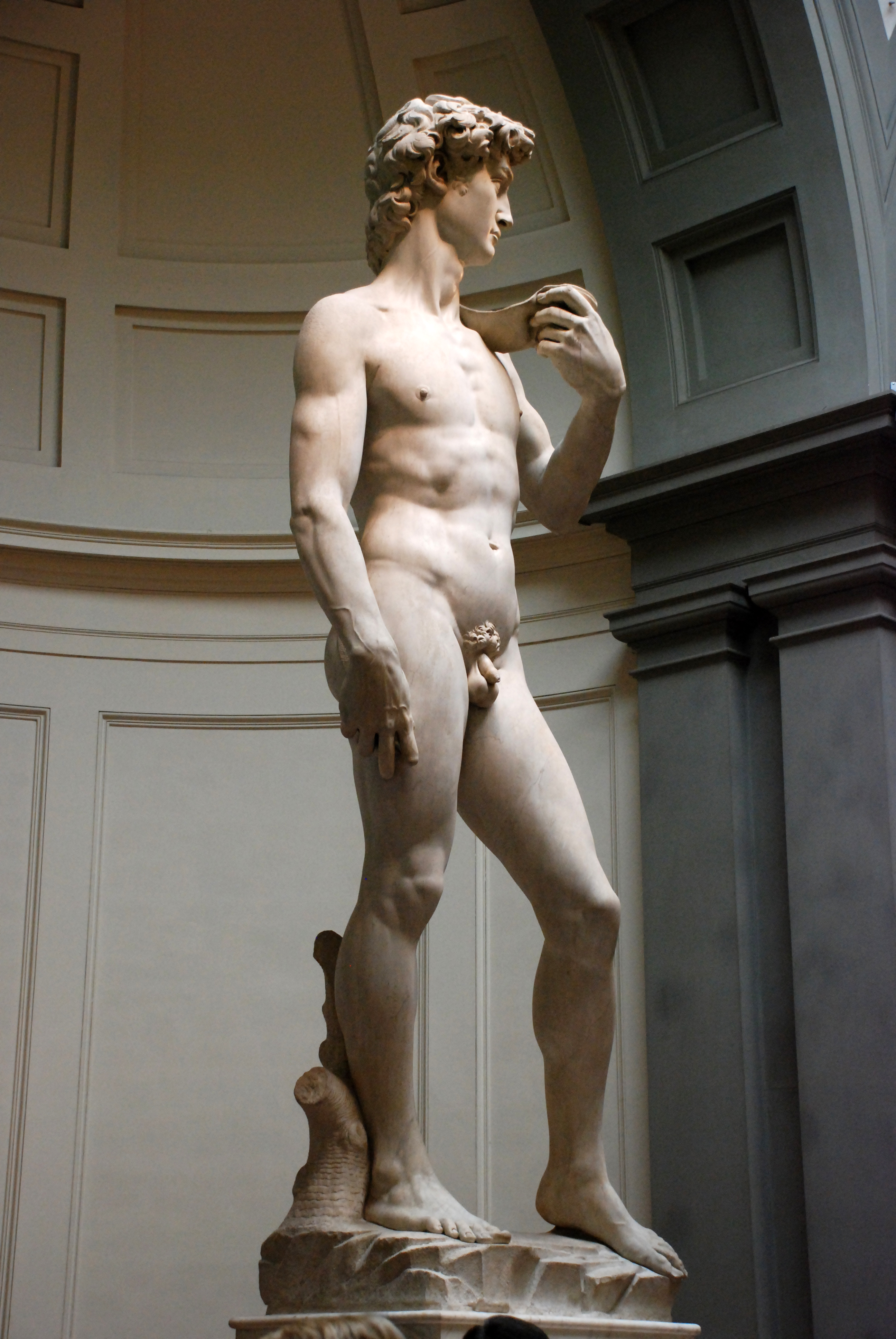
David.
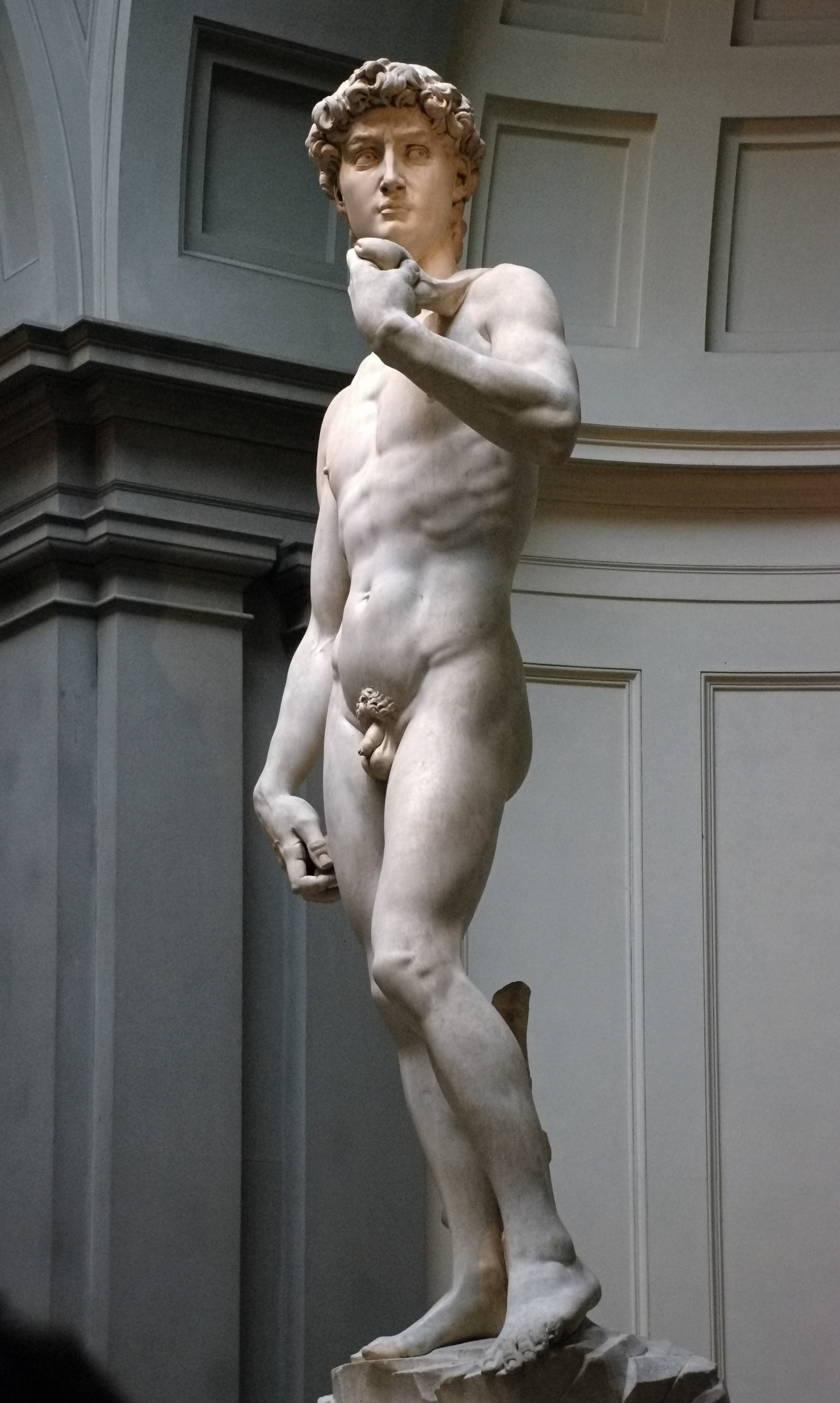
David.
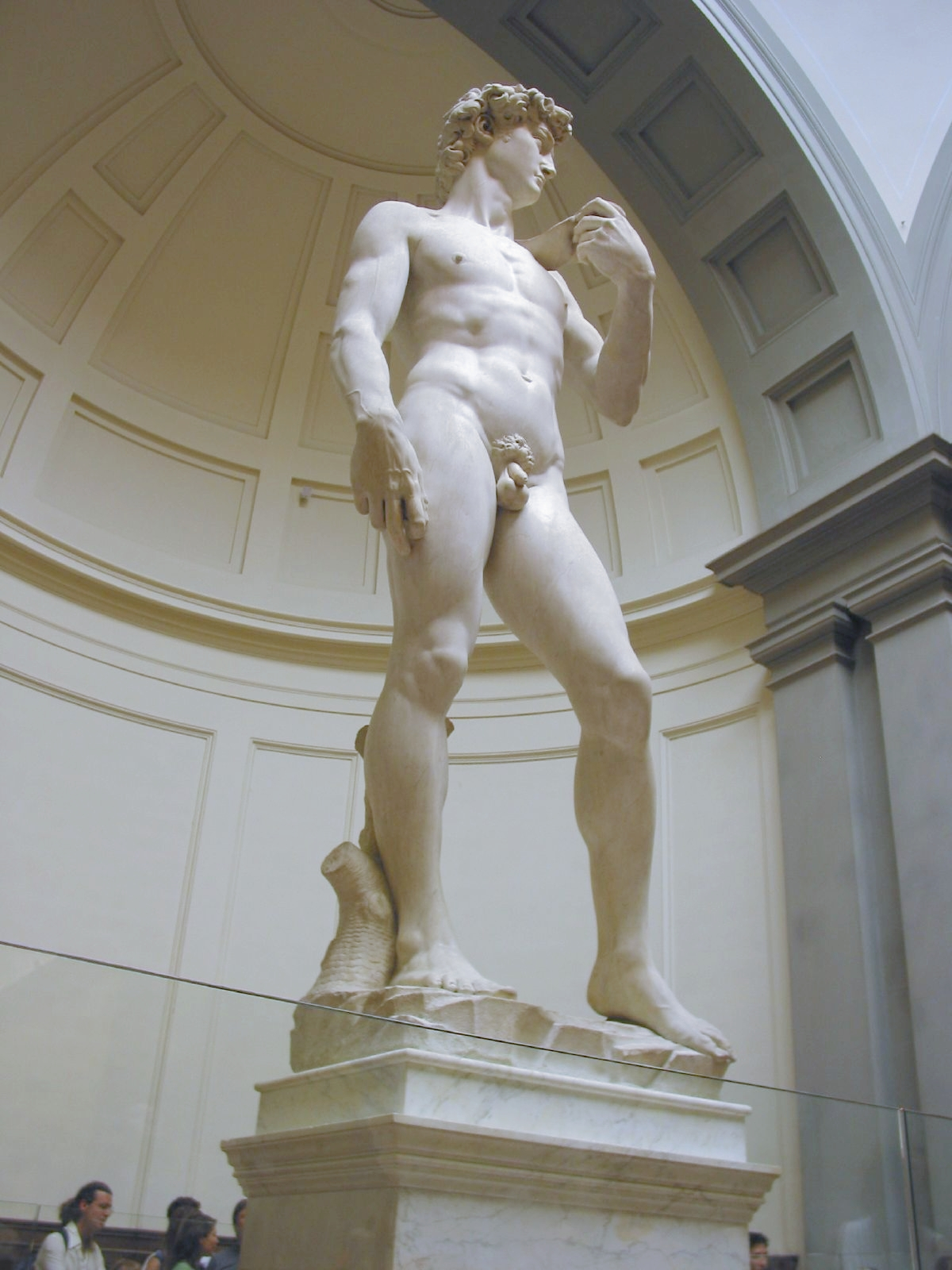
David.
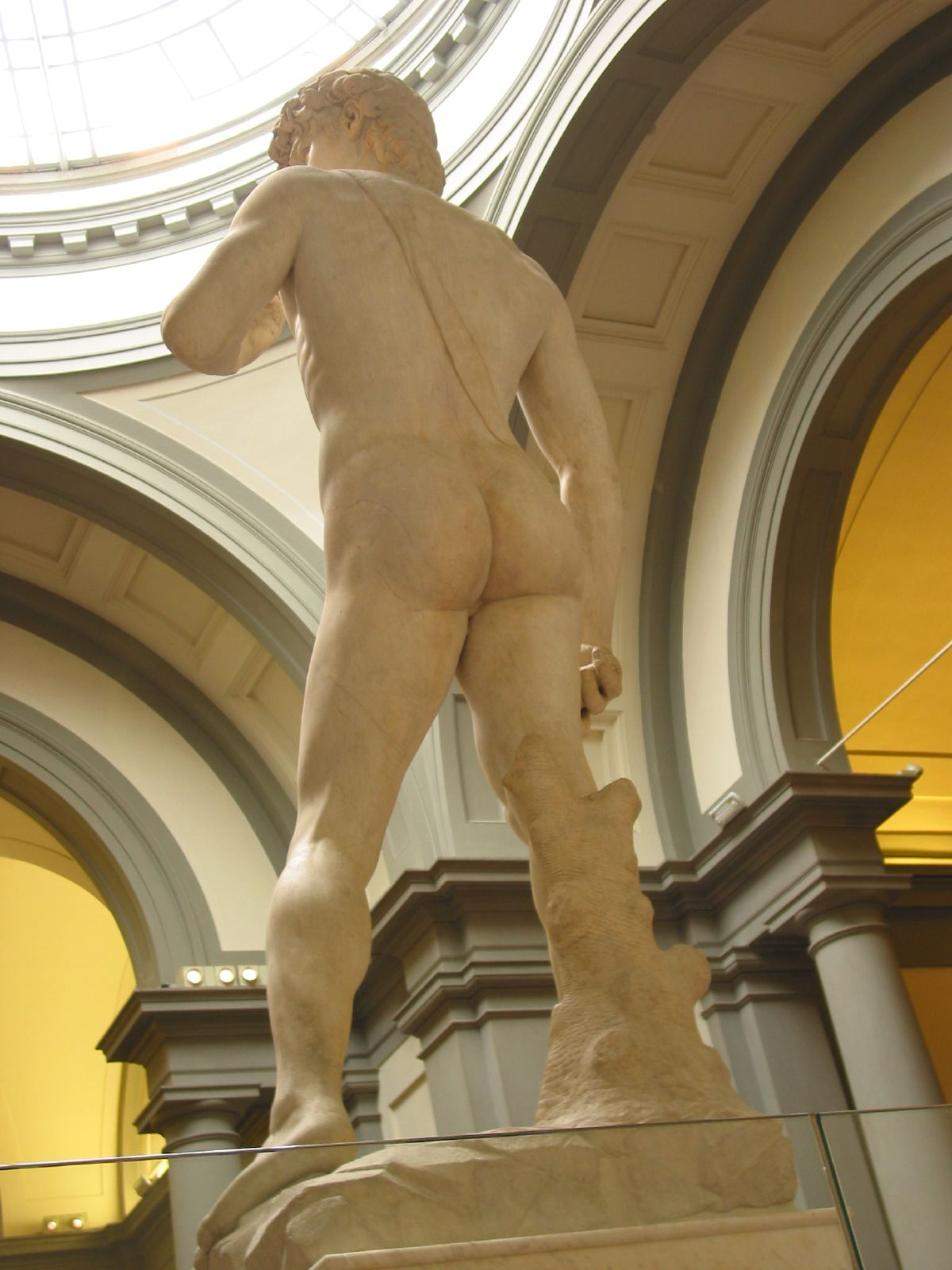
David.
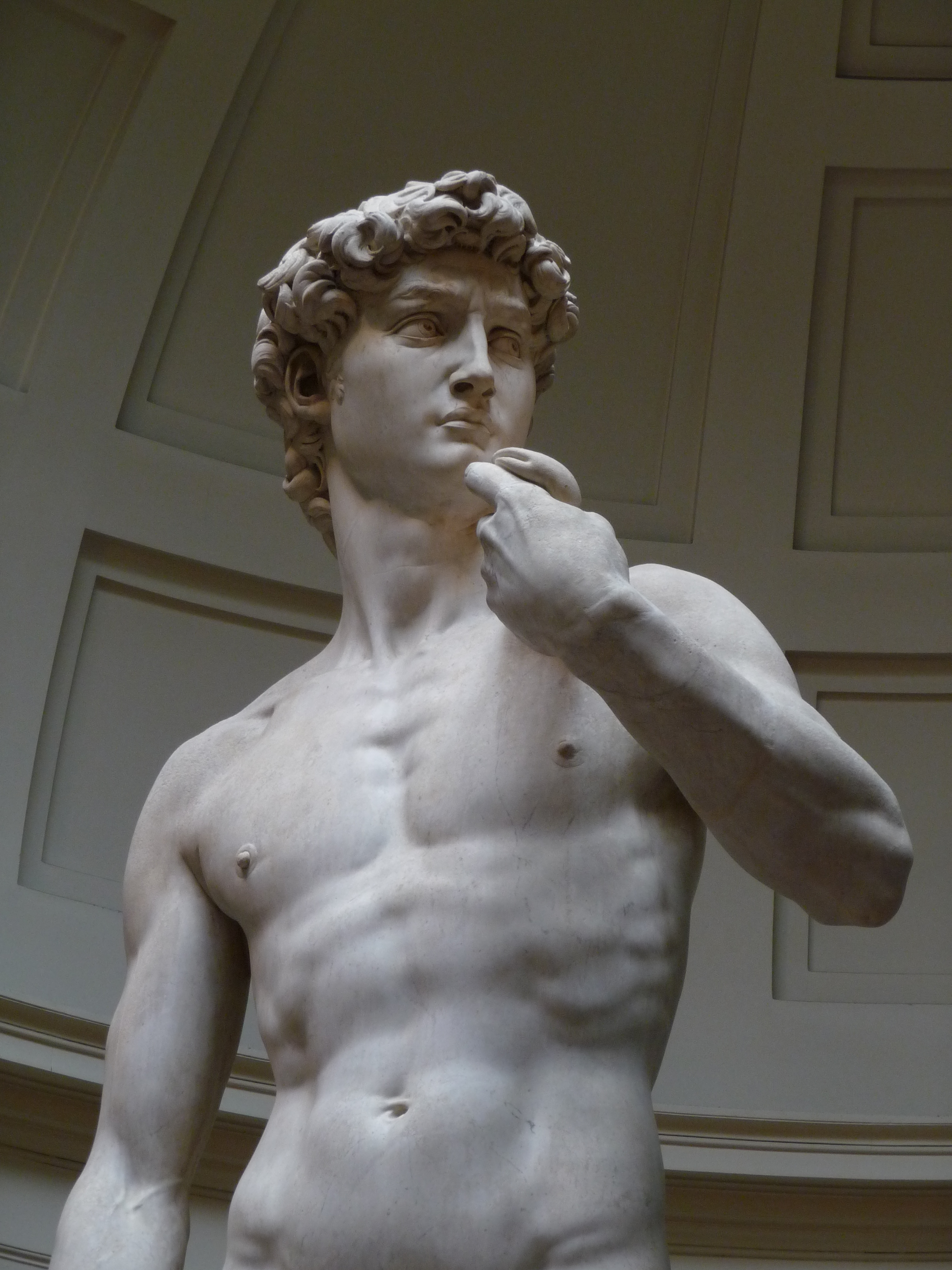
David.
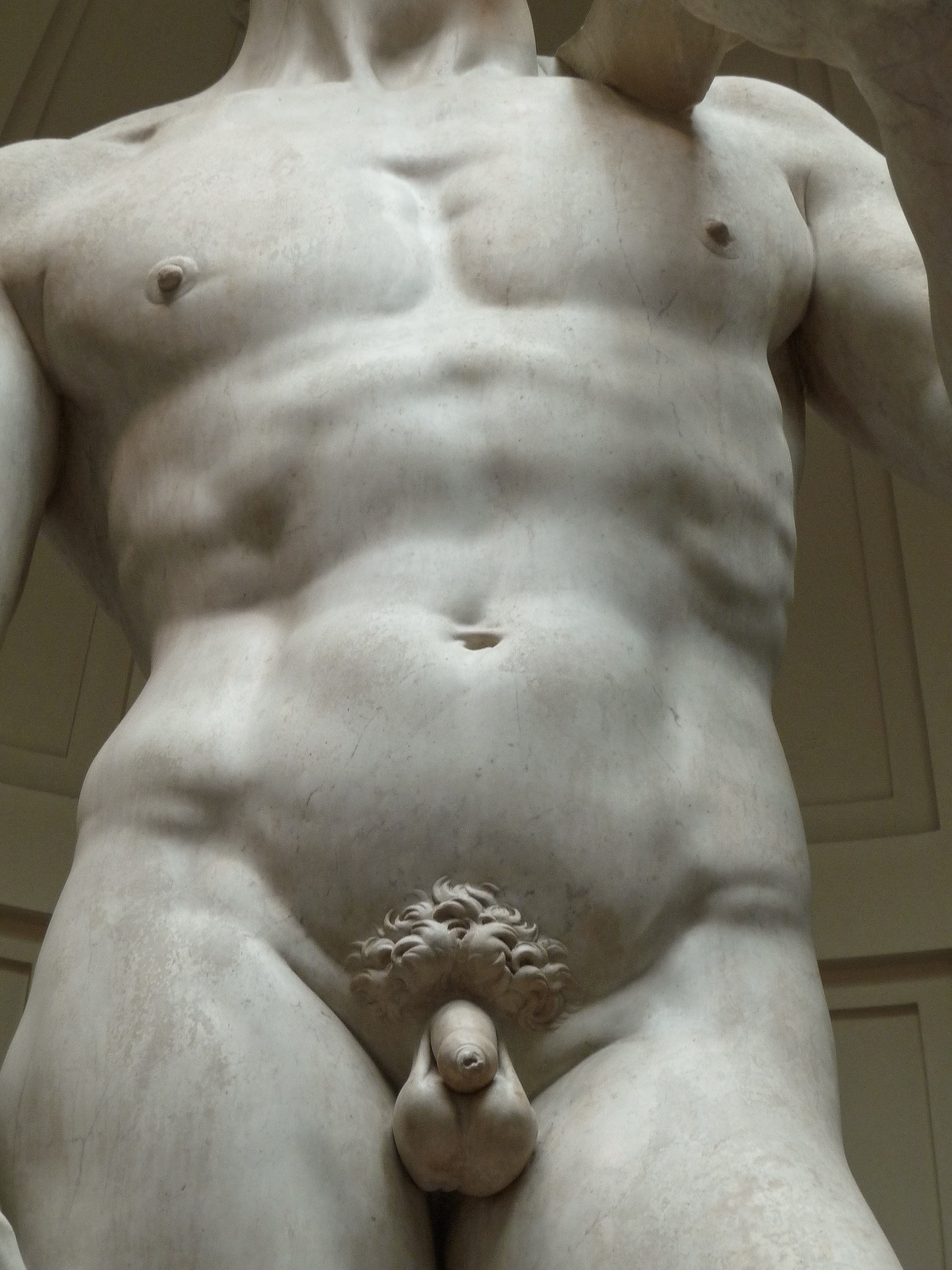
David.
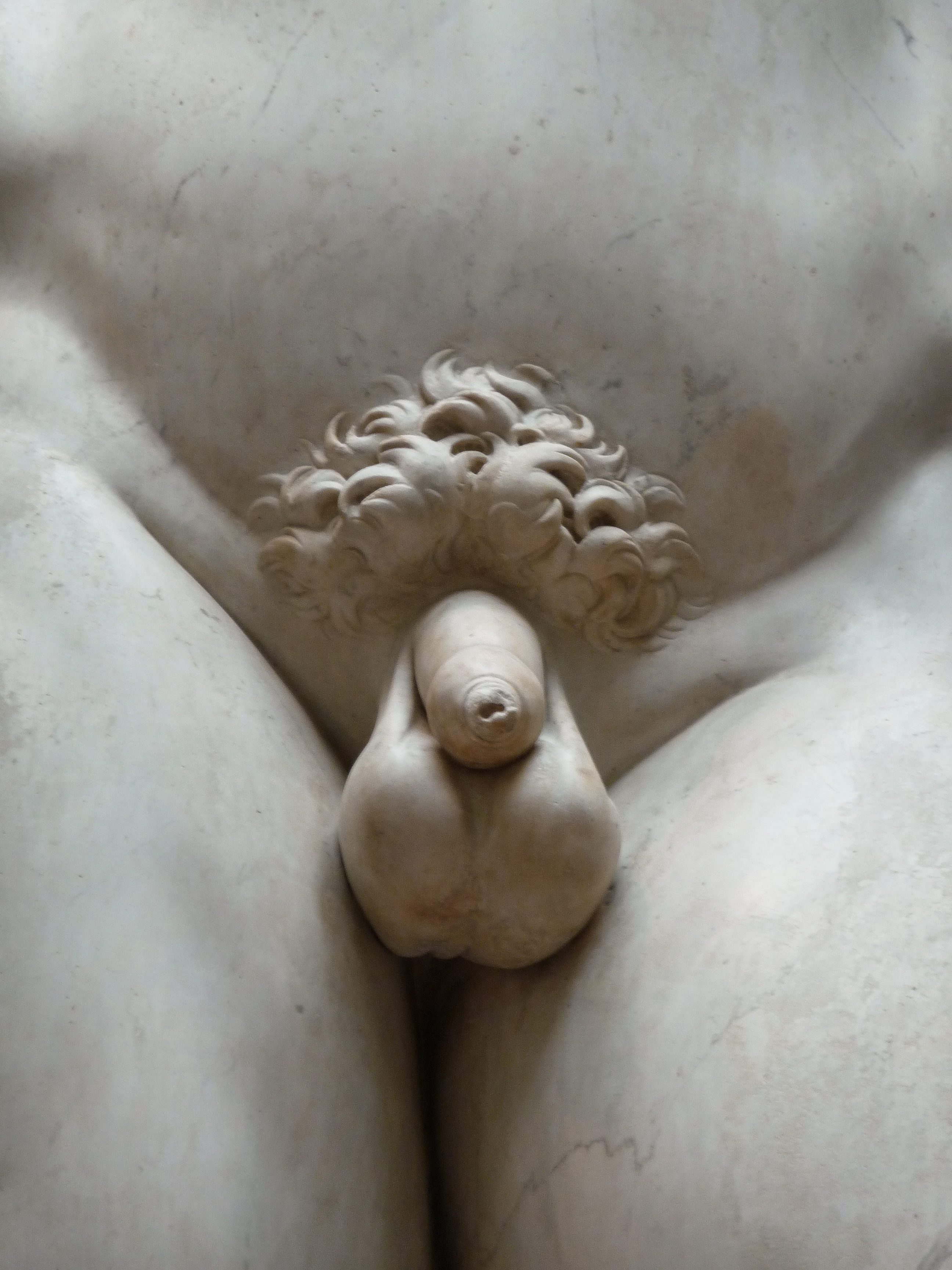
David.
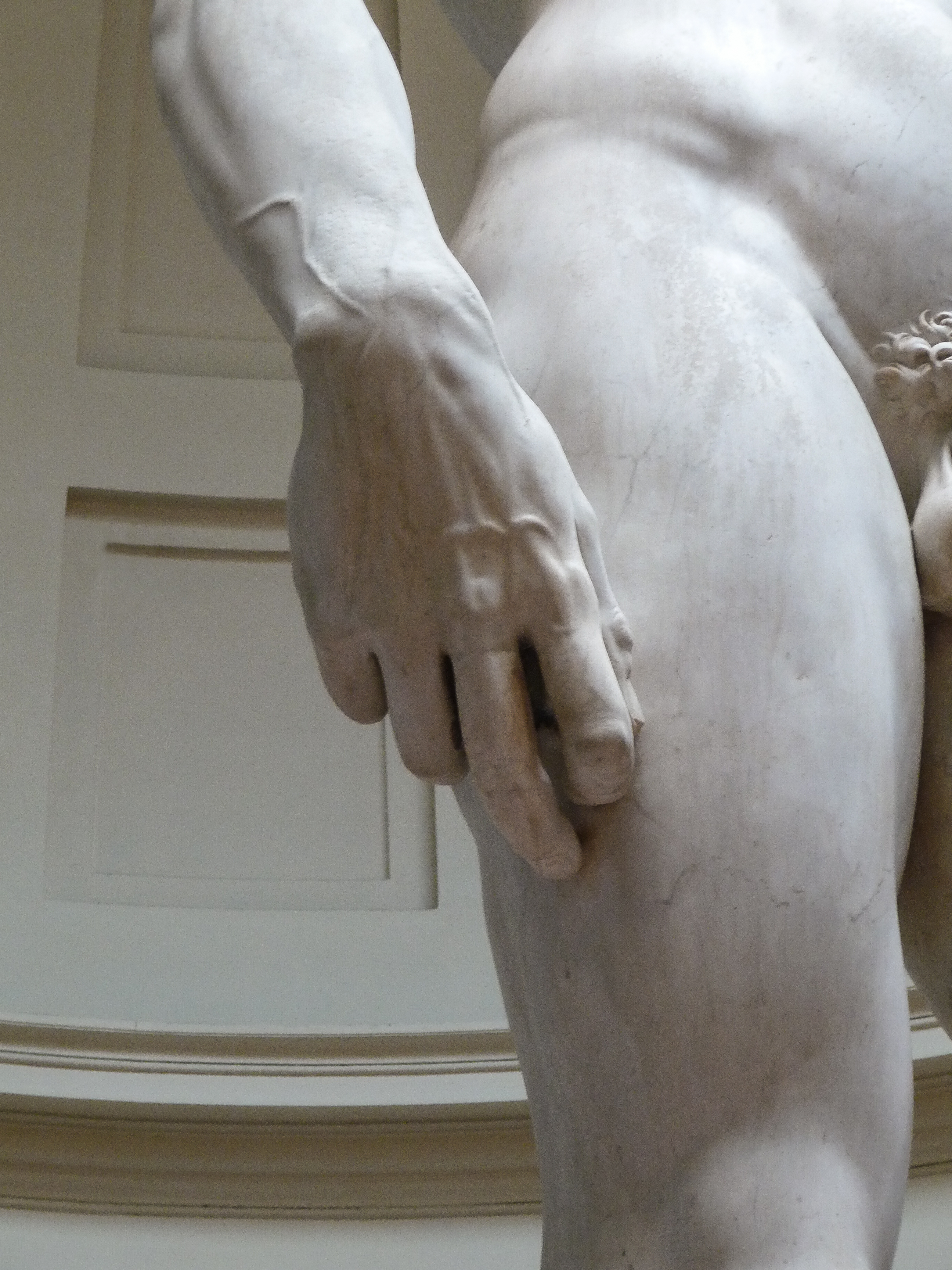
David.
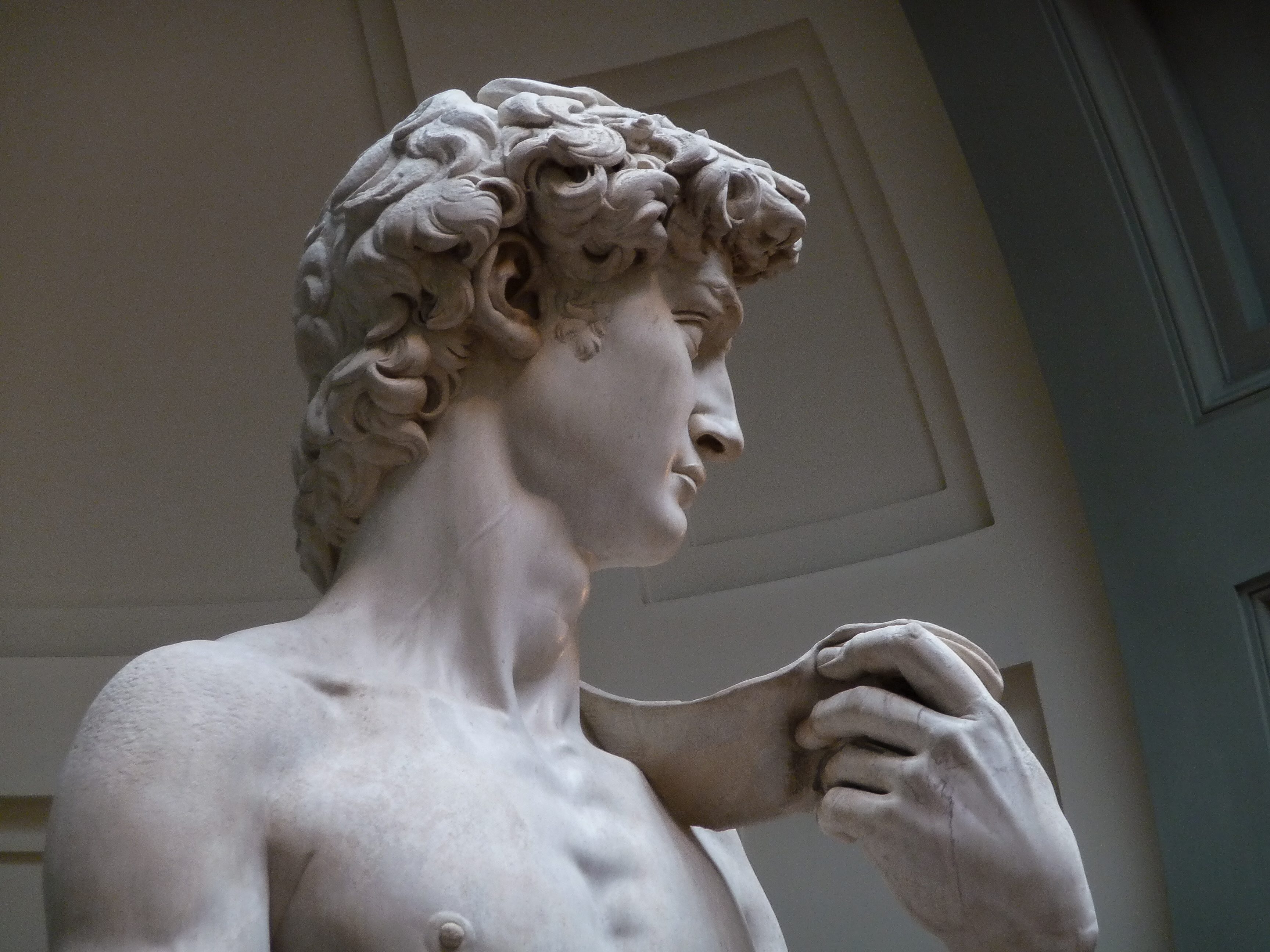
David.
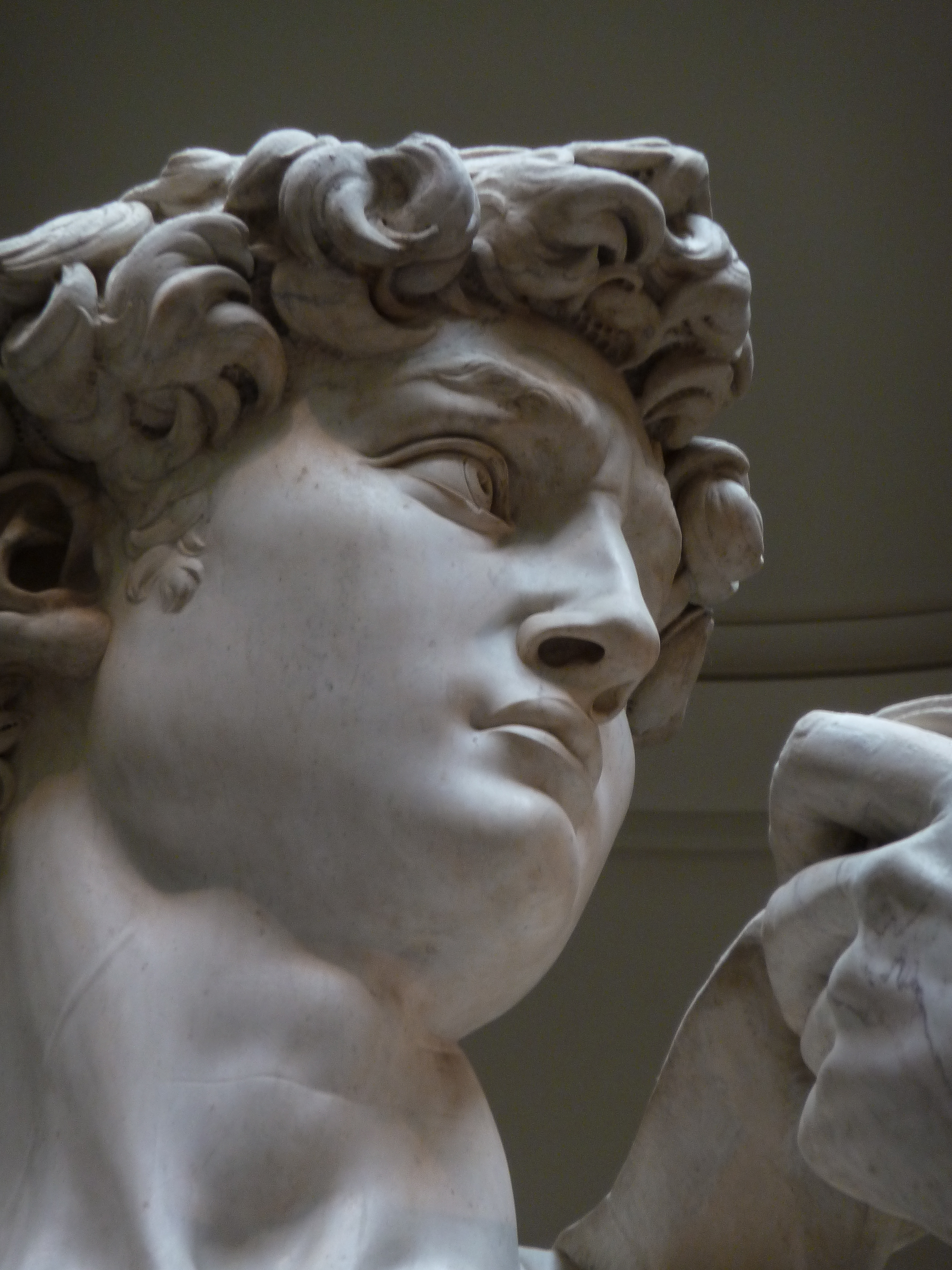
David.

## Anàlisi de l'obra
El David contrasta amb les representacions prèvies de Donatello i Verrocchio en què David apareix amb el cos de Goliat assassinat. En la versió de Miquel Àngel, Goliat no apareix, i per això s'interpreta que encara no ha estat vençut. El cos de David és el d'un home musculós, no el del noi de les obres de Donatello i Verrocchio. En lloc d'aparèixer victoriós com en les dues versions abans esmentades, David apareix en tensió i preparat per al combat. El seu cos es troba girat amb un lleuger contrapposto: la cama esquerra s'avança a la dreta, el braç esquerre s'eleva i es corba fins que la mà gairebé toca l'espatlla, mentre que el braç dret es deixa caure fins que la mà toca la cuixa, el tors es corba subtilment, el cap mira cap a la seva esquerra, mantenint els ulls fixos en el seu objectiu, amb el nas arrufat. El rostre evidencia aquesta tensió continguda, a més, amb una ganyota d'odi i les aletes del nas bastant obertes. El moviment és contingut, centrípet amb línies de força que tornen al bloc. La mirada ha estat interpretada en el sentit que l'escultura mostra el moment en què David ha pres la decisió d'atacar però encara no ha començat el combat. Altres experts, com Giuseppe Andreani (director de l'Acadèmia de Belles Arts de Florència), opinen, però, que l'escena mostra el moment immediatament posterior al final de la batalla, i que David contempla tranquil·lament la seva victòria.

## Estil i detall
Miquel Àngel creia que en cada bloc de marbre en el qual treballava existia una ànima, una obra latent que ell tractava de recuperar. En el cas del David, les múltiples fractures i falles que tenia el bloc van encaminant a Miquel Àngel cap a la forma final de l'escultura. El gran buit que tenia el bloc en el seu flanc esquerre origina que l'escultura es recolzi completament al peu dret, generant un contrapposto en la figura i fent que la part esquerra de la figura es balancegi cap a la part dreta del cos. El cap de David es gira cap a la seva esquerra, mentre que les seves espatlles s'escoren cap a la dreta, en sentit oposat als seus malucs. A l'Alt Renaixement, el contrapposto era considerat un símbol de l'escultura antiga, molt apreciada en l'època. El David va arribar a convertir-se en el paradigma de l'escultura renaixentista gràcies a l'intel·ligent ús del contrapposto emprat.
Les proporcions del David no corresponen exactament a les de la figura humana: el seu cap, mans i tors són més grans de l'estipulat segons les proporcions clàssiques. Alguns crítics han vist en aquesta aparent desproporció una mostra de manierisme en remarcar els elements fonamentals de la composició, encara que una altra explicació es deuria a la ubicació original de l'estàtua: sobre un dels contraforts de la Catedral de Florència, de manera que les proporcions de l'escultura haurien d'aparèixer de forma correcta a certa distància.
Hi ha una incoherència: el David aparentment no està circumcidat tot i ser jueu, cosa que contradiria la llei judaica. Aquesta aparent incoherència ha estat justificada per alguns crítics i historiadors per la visió que tenia l'art renaixentista de l'ésser humà, menys lligat a la religió i més als valors de la bellesa.

## Danys patits per l'obra i treballs de restauració

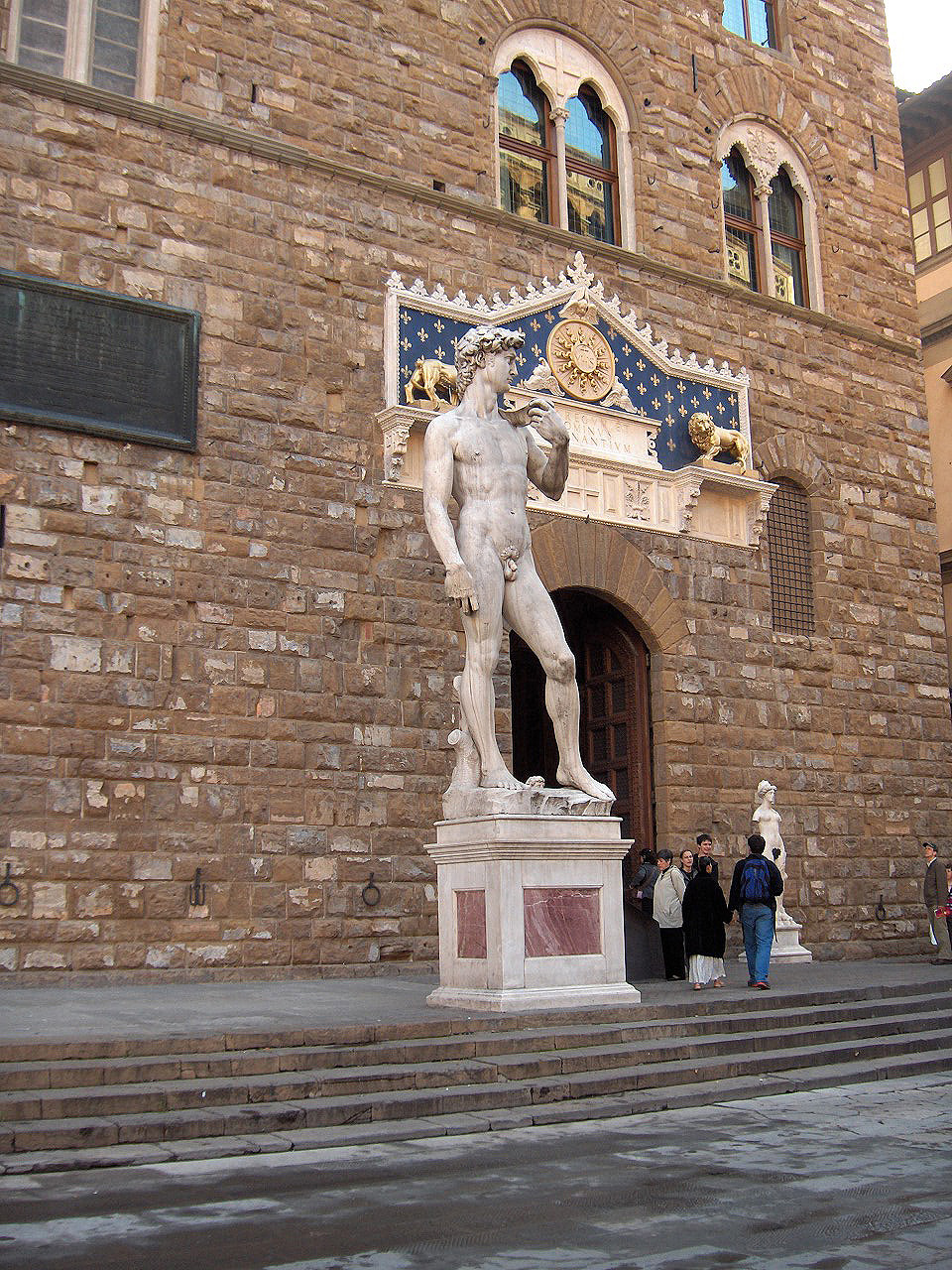
Còpia del David situada a la Piazza della Signoria, antic emplaçament de l'original, fins al 1910.

El David ha patit nombroses incidències al llarg de la seva història, tant al seu emplaçament original a la Piazza della Signoria com a l'interior de la Galeria de l'Acadèmia, a partir de 1873.
L'any 1504, mentre es produïa el trasllat a la Piazza della Signoria, va ser apedregat per joves partidaris dels Mèdici. I el 1512, un llamp va caure sobre la base de l'escultura. El 1527, durant una revolta popular contra els Mèdici, li va ser amputat el braç esquerre, en caure-li un banc llançat des d'una finestra. El braç va ser reposat setze anys després. El 1843, va ser portada a terme una neteja amb àcid clorhídric en la superfície completa de l'escultura, eliminant-se la pàtina protectora que Miquel Àngel havia aplicat al David i deixant el marbre exposat a les inclemències meteorològiques. Finalment, el 1873, el David va ser traslladat del seu lloc a la Piazza della Signoria a la Galeria de l'Acadèmia, per evitar que fos danyat. El 1910, es va col·locar una rèplica de l'escultura a escala 1:1 en el lloc que ocupava prèviament a la Piazza della Signoria, que es manté en l'actualitat.
El 1991, un home anomenat Pietro Cannata va destruir un dit del peu esquerre del David després de copejar amb un martell. El dit va ser reconstruït posteriorment, i per evitar futurs danys a l'escultura, es va col·locar una estructura de vidre blindada envoltant per tots els seus flancs la base del David. Les investigacions fetes a partir dels fragments de marbre recuperades després de l'atac de Cannata permetre conèixer que el tipus de marbre amb el qual estava construït el David contenia forats microscòpics que produïen una degradació més gran que la d'altres tipus de marbre.
El 2003 va començar la primera restauració del David des de 1843, enmig d'una forta polèmica sobre el mètode a utilitzar i la profunditat de la restauració. La responsable de les tasques de restauració, Agnese Parronchi, es va veure obligada a dimitir per les seves discrepàncies amb el superintendent de Béns Artístics de la regió de Toscana, Antonio Paolucci. Parronchi era partidària de dur a terme una intervenció seca i no invasiva, mitjançant pinzells, bastonets i gomes d'esborrar. Paolucci i la directora de la Galeria de l'Acadèmia, Franca Falleti, eren partidaris d'una intervenció humida, mitjançant compreses d'aigua destil·lada aplicades sobre el marbre durant quinze o vint minuts. James Beck, director de ArtWatch International, va iniciar una campanya sol·licitant la cancel·lació dels treballs de restauració. Finalment, la restauració es va dur a terme seguint el mètode humit, i es va acabar el 22 d'abril de 2004 sota la direcció de Cinzia Parnigoni. El David va ser restaurat a la vista dels visitants de la Galeria de l'Acadèmia, encara que va ser obert de nou al públic definitivament el 24 de maig de 2004.